# Otto Willmann

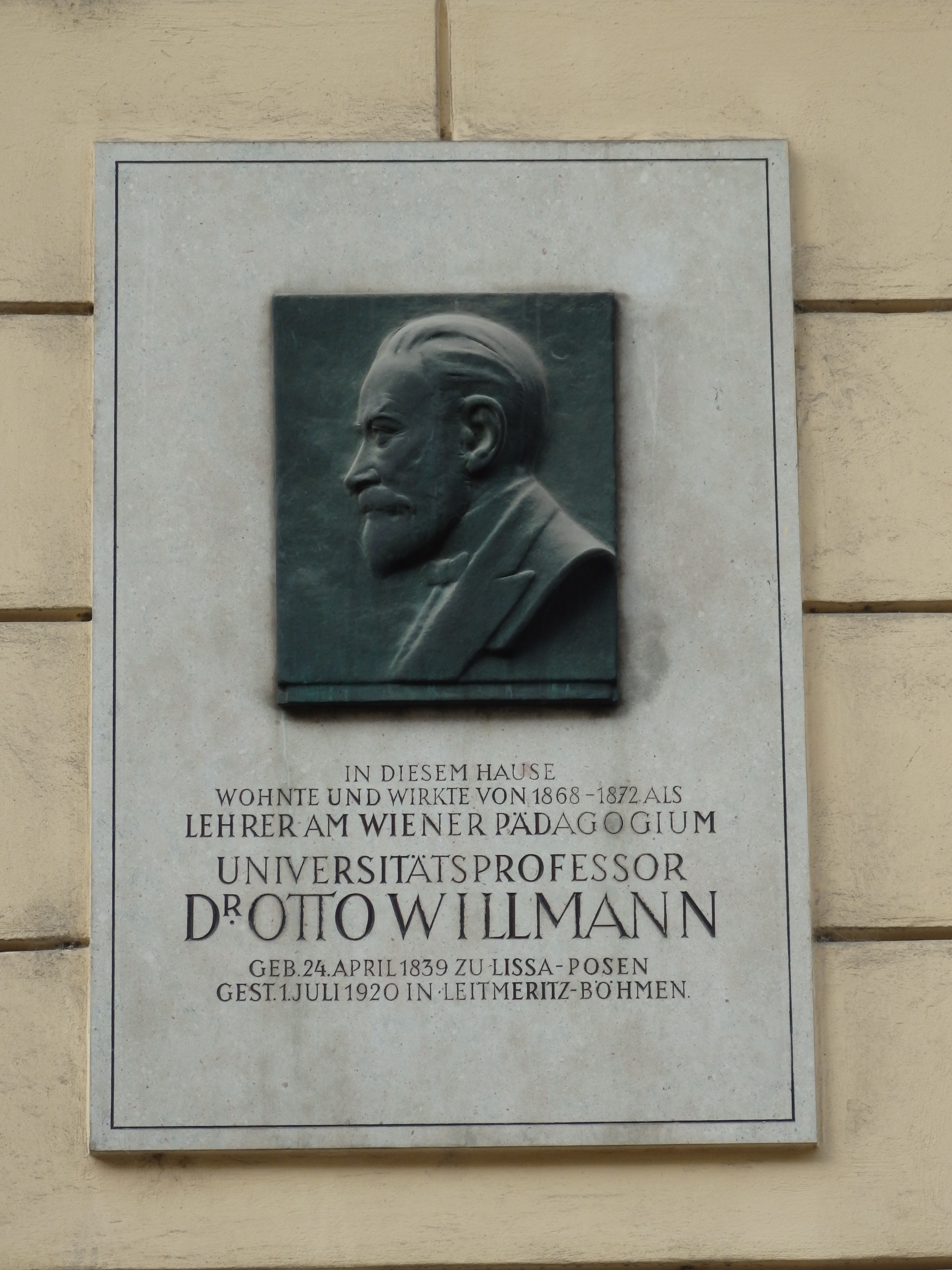
Otto Willmann

Gustav Philipp Otto Willmann, född den 24 april 1839 i Lissa, död den 1 juli 1920 i Leitmeritz, var en tysk filosof och pedagog.
Willmann var 1877–1903 professor i Prag och från 1910 livstidsledamot av herrehuset. Han anses som en av sin tids främsta representanter för den romersk-katolska filosofin. Han återupplivade och utvecklade Tomas från Aquinos åsikter. I dennes anda skrev han under skarp opposition mot Kant Geschichte des Idealismus (3 band, 1894-97).
Som pedagog tillhörde han den herbartska riktningen. Han var 1863-68 lärare vid Tuiskon Zillers övningsskola i Jena och grundlade ett pedagogiskt seminarium vid Prags universitet. I Didaktik als Bildungslehre (2 band, 1882-89; 3:e upplagan 1903) lämnade han en översikt av bildningsidealens historia och vidgar den herbartska uppfostringsläran till socialpedagogik.
S.J.B. Seilenberger lämnade i "Grundlinien idealer Weltanschauung" (1902) och "O. Willmann und seine Bildungslehre" (1903) en översikt av Willmanns åsikter.